# 慕东陵
慕东陵，原为道光帝的慕陵妃园寝。内葬有孝静成皇后与道光帝的妃嫔，没有方城、明楼，隆恩殿为单檐歇山顶，大殿及月台周围无石栏，月台前不设丹陛石。东西配殿和隆恩门均面阔3间，其规制在清代皇后陵中最低。

## 陵寢歷史
由於道光帝生前已指定让静皇貴妃（孝静成皇后）葬于妃園寢。咸丰帝为尊从父命，既敬养母，谕令诸军机大臣：“将来大行皇太后奉安，即拟以慕陵妃园寝做为山陵，惟宝城城后，必须筑墙一道，……至围墙亦有顺路可通。”把妃園寢升級改建成后陵。但孝静成皇后不是道光帝在世時亲立的皇后，也不是繼任皇帝的生母，而只是以養母身份讓咸丰帝沖喜而尊封的皇太后。逝世时，谥孝静皇后，不繫道光帝谥。
咸豐帝並没有为孝静皇后另建陵墓，只是將妃園寢的其他妃嬪和孝靜皇后的寶頂隔開，使孝静皇后的寶頂形成一個单独的院落。
宝城内葬孝静皇后，宝城外至中间葬十六个嫔妃，使整个妃园寝形成了以孝静皇后为中心的大园套小园的形状。这样既不违反道光帝的旨意，又突出了孝静皇后的位置。咸丰帝又决定将原妃园寝的绿琉璃瓦改为黄琉璃瓦，陵前加建神厨库，妃园寝改为后陵——慕东陵。
慕陵承修兼相度大臣有户部尚书穆彰阿、户部左侍郎兼管理钦天监事务宗室敬徵、泰宁镇总兵宝兴、工部右侍郎阿尔邦阿。

## 與孝東陵的差異
虽然慕东陵与孝东陵内都葬有皇后和妃嫔，但二者并不相同。孝东陵无论从兴建目的，规制，以及布局来看，都是货真价实的皇后陵寝，妃嫔仅作为祔葬在神道两旁排列。
慕东陵的建造目的和布局，则完全是众妃嫔合葬墓，因为静皇贵妃成为皇后才升级了部分建筑规制，但布局皆未改。
从慕东陵的平面图上可以看出，孝靜皇后竟然和琳贵妃并排。因此可以想见在道光帝生前的安排上，慕陵妃园寝的第一排为此二人并排而葬。如果一排是单数，一般以中间的为尊；一排要是只有两个人，一般认为地位相当。